# ATP Challenger Rhodos
Das ATP Challenger Rhodos (offiziell: Aegean Tennis Cup) war ein Tennisturnier, das von 2009 bis 2010 jährlich auf Rhodos in der gleichnamigen Gemeinde stattfand. Es gehörte zur ATP Challenger Tour und wurde im Freien auf Hartplatz gespielt.

## Liste der Sieger

### Einzel
| Jahr | Sieger          | Finalgegner      | Ergebnis  |
| ---- | --------------- | ---------------- | --------- |
| 2010 | Dudi Sela       | Rainer Schüttler | 7:63, 6:3 |
| 2009 | Benjamin Becker | Simon Stadler    | 7:5, 6:3  |

### Doppel
| Jahr | Sieger                       | Finalgegner                  | Ergebnis           |
| ---- | ---------------------------- | ---------------------------- | ------------------ |
| 2010 | Dustin Brown Simon Stadler   | Jonathan Marray Jamie Murray | 7:64, 6:74, [10:7] |
| 2009 | Karol Beck Jaroslav Levinský | Rajeev Ram Bobby Reynolds    | 6:3, 6:3           |